# مظلة شمسية

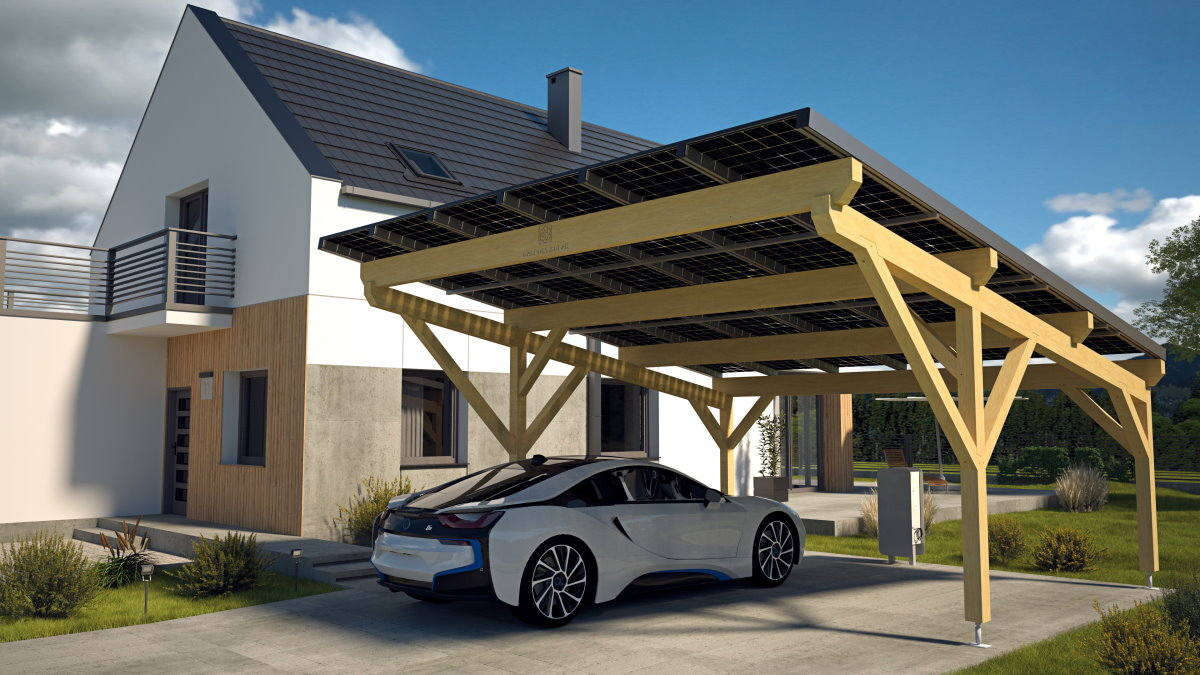
مظلة شمسية للسيارات

المظلات الشمسية أو الأسطح الشمسية هي مجموعة ألواح ضوئية مثبتة على هياكل المظلات، والتي يمكن أن تكون مظلة لمواقف السيارات وغزيب (سقيفة) وتعريشة أو غطاء الحديقة.

## مواقف السيارات المظللة بالطاقة الشمسية

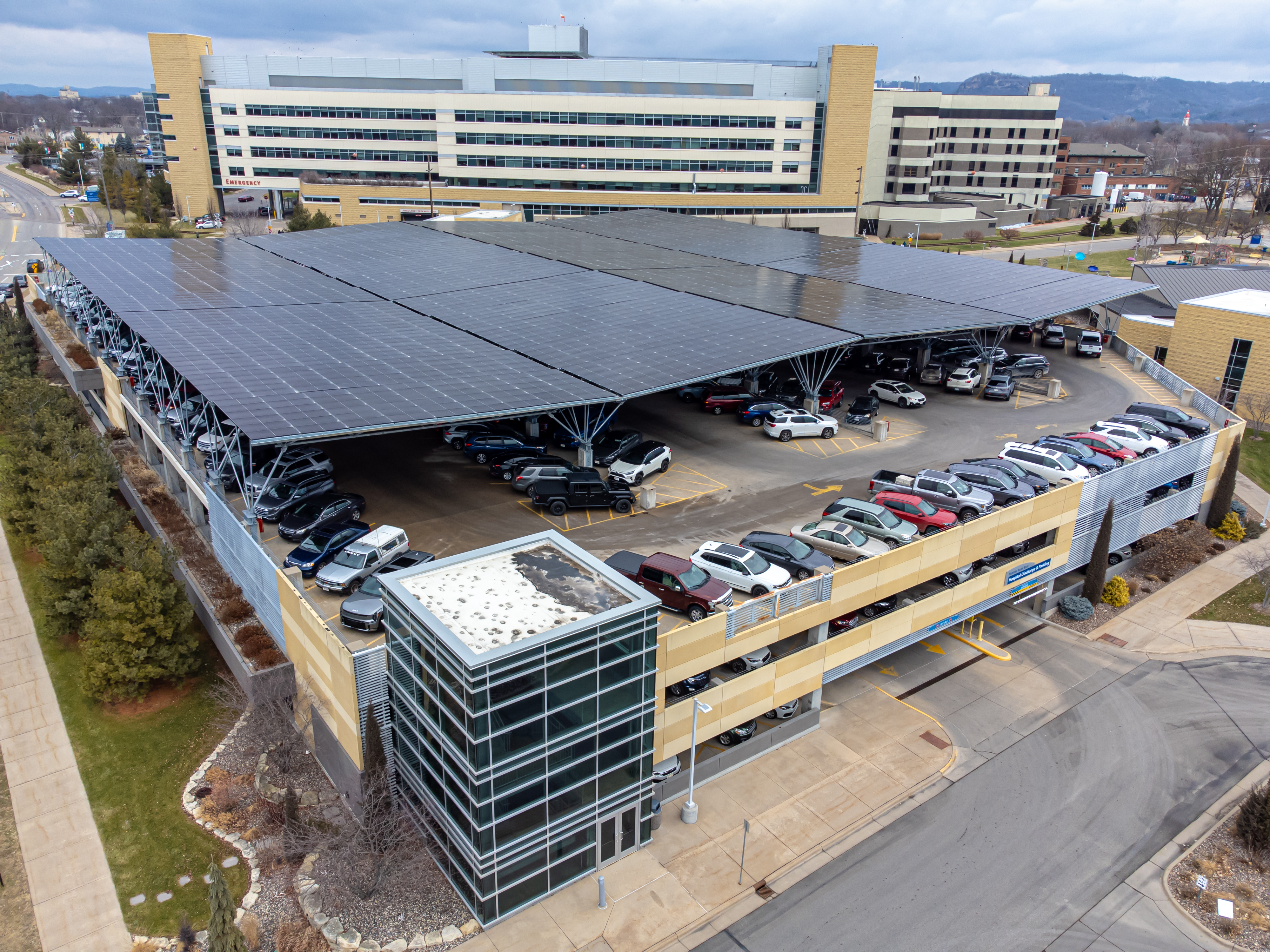
مظلة شمسية مثبتة على موقف منحدر في مستشفى جاندرسون

هيكل التركيب الذي يجعل مواقف السيارات المظللة الشمسية اغلى تكلفة بنسبة 50٪ إلى ضعف تكلفة بناء الألواح الشمسية التقليدية على حقل العشب، ولكن باعتبارها موارد الطاقة الموزعة فهي تتجنب ازدحام الإرسال والخسائر في الشبكة الكهربائية. كما يمكن للمظلات أن تحمي السيارات و الأسفلت من الطقس القاسي.
قانون فرنسي تم إقراره في عام 2023 كان يتطلب من أصحاب مواقف السيارات التي تبلغ مساحتها أكبر من 50 ألف قدم مربع (4600 متر مربع) لبناء مظلة شمسية لتغطي نصف مساحة المواقف. مما قد يؤدي ذلك إلى تمديد قدرة مثبتة تبلغ من 6.75-11.25 جيجاواط، بتكلفة تتراوح بين 8.7 و 14.6 مليار دولار.
في عام 2022، تم افتتاح أكبر مظلة شمسية لمواقف السيارات في العالم في هولندا بقدرة 35 ميجاواط.
تقوم جامعة روتجرز ببناء 14.5 ميجاوات من المظلات الشمسية في مواقف السيارات في عام 2023، والتي ستنتج 18 جيجاواط ساعة سنوياً، بالإضافة إلى مظلة شمسية لموقف سيارات آخر حيث تبلغ مساحته 32 فدان وبقدرة 8.8 ميجاوات والذي تم تركيبه بالفعل هناك في عام 2013.
إذا قامت شركة وول مارت سوفر سنترز بوضع مظلات شمسية على مواقف السيارات على أكثر من 3500 موقف سيارات خاص بها، فإنها ستنتج 11.1 جيجاواط من قدرة الطاقة الشمسيةالاسمية.
الطاقة الشمسية المجتمعية
المظلات الشمسية لديها امكانيات كبيرة عند تطوير الطاقة الشمسية المجتمعية. كما يمكن للطاقة الشمسية المجتمعية تنفيذ تطوير المظلات الشمسية بسهولة لتوفير مصدر موثوق من الطاقة المتجددة للسكان المجاورين لها. وهذا يعتبر مفيد للسكان المقيمين الذين يرغبون في الاستثمار في الطاقة الشمسية والذين ليس لديهم وسائل متاحة لبناء ألواح على ممتلكاتهم. كما يسمح استخدام المظلات الشمسية في الطاقة الشمسية المجتمعية لزيادة عدد الأشخاص للحصول بسهولة و بثقة إلى موارد الطاقة المتجددة دون وجود العديد من القيود مثل الأموال أو المساحة و كما هو الحال مع الألواح الشمسية الشخصية. ويرجع ذلك إلى حقيقة أن مظلات الطاقة الشمسية يتم بناؤها على أماكن وقوف السيارات والمساحات المفتوحة الأخرى الموجودة داخل المجتمع بدلاً من الممتلكات الخاصة. بالإضافة إلى ذلك، يساعد بناء المظلات الشمسية داخل المجتمعات على توفير مناطق مواقف مغطاة للسكان ويمكن استخدامها كالظل في الحدائق وغيرها من المساحات المفتوحة التي تحتوي على هياكل شمسية.

## أكواخ المراقبة
يمكن تركيب غزيبس (أكواخ المراقبة) كمظلة شمسية في الحدائق أو الأفنية الخلفية لها. وقد تناولت بعض الدراسات تطوير أكواخ شمسية تدور لتتبع ضوء الشمس كخيار آخر للطاقة الشمسية. حيث تعمل هذه الألواح الشمسية على نظام كوخ ذو السقف الدوار والذي يسمح للألواح الشمسية بالدوران باتجاه الشمس أثناء تحركها طوال اليوم. كما يتيح هذا للألواح الشمسية الحصول على ضوء الشمس المباشر طوال معظم اليوم على عكس الألواح الشمسية الثابتة التي ستتلقى ضوء الشمس الكامل لفترة زمنية محدودة فقط. وبفضل هذا يمكن للأكواخ الشمسية الدوارة إنتاج نسبة أعلى من الطاقة الشمسية.
يمكن أن تكون هذه الأكواخ الدوارة مفيدة للطاقة الشمسية المجتمعية أيضاً كما هو مذكور في قسم الطاقة الشمسية المجتمعية، حيث توفر الطاقة الشمسية المجتمعية الطاقة المتجددة للعديد من السكان من خلال الهياكل الشمسية المبنية فوق مواقف السيارات والمساحات المفتوحة الأخرى. ومن الممكن تنفيذ أكواخ المراقبة الدوارة بطريقة مماثلة لتوفير موارد طاقة أعلى لبرامج الطاقة الشمسية المجتمعية.

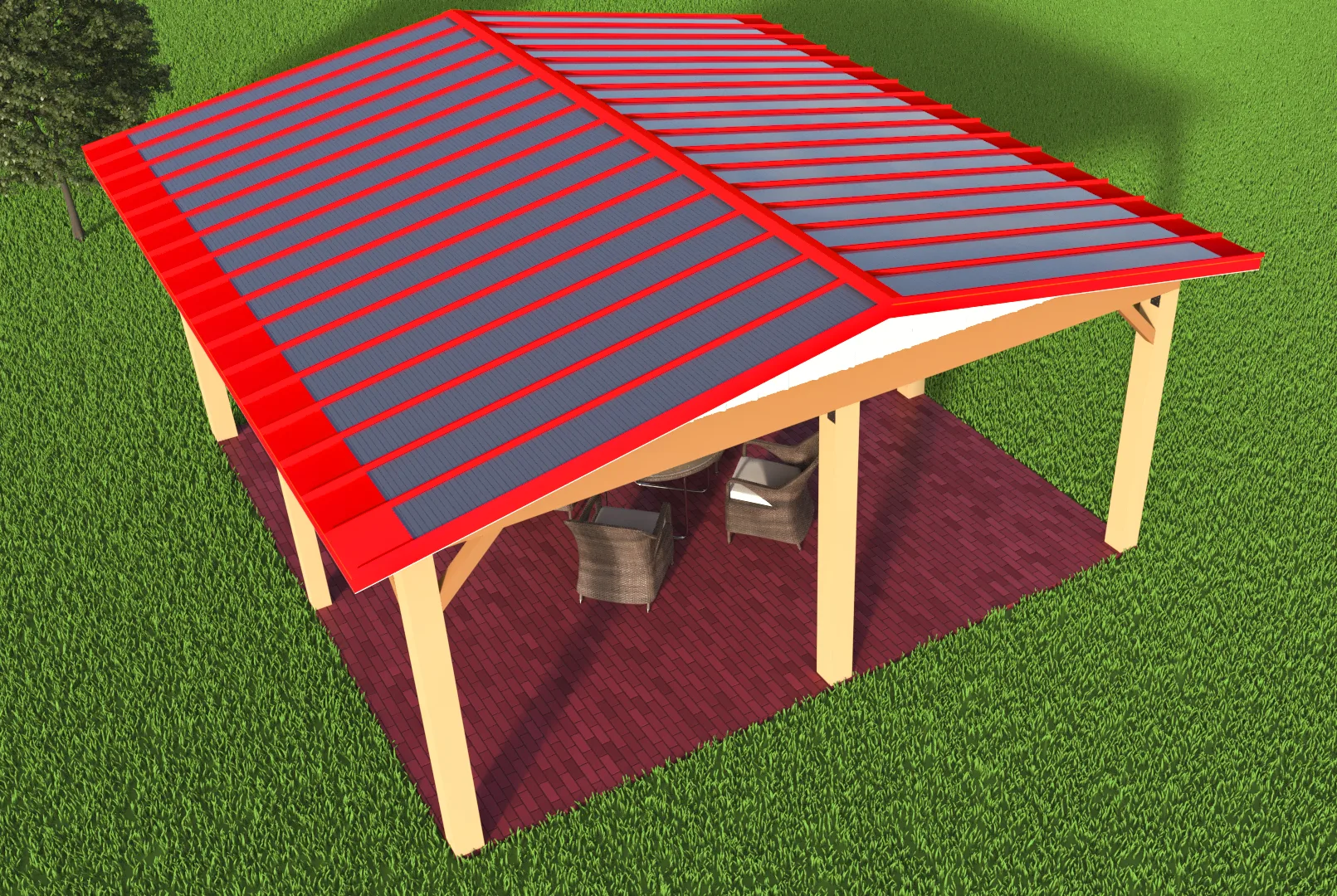
رسم تخطيطي ثلاثي الأبعاد لسقف كوخ معدني ذو طبقة رقيقة من الطاقة الشمسية

## محطات تسلا سوبر تشارجر مع مظلات شمسية
تم تركيب مظلات شمسية لدى بعض محطات تسلا سوبر تشارجر لحماية السائقين والسيارات من العوامل الجوية أثناء الشحن. كما تم تركيب تسلا الميغاباكس أيضا في بعض هذه المواقع لتخزين هذه الطاقة محليا.

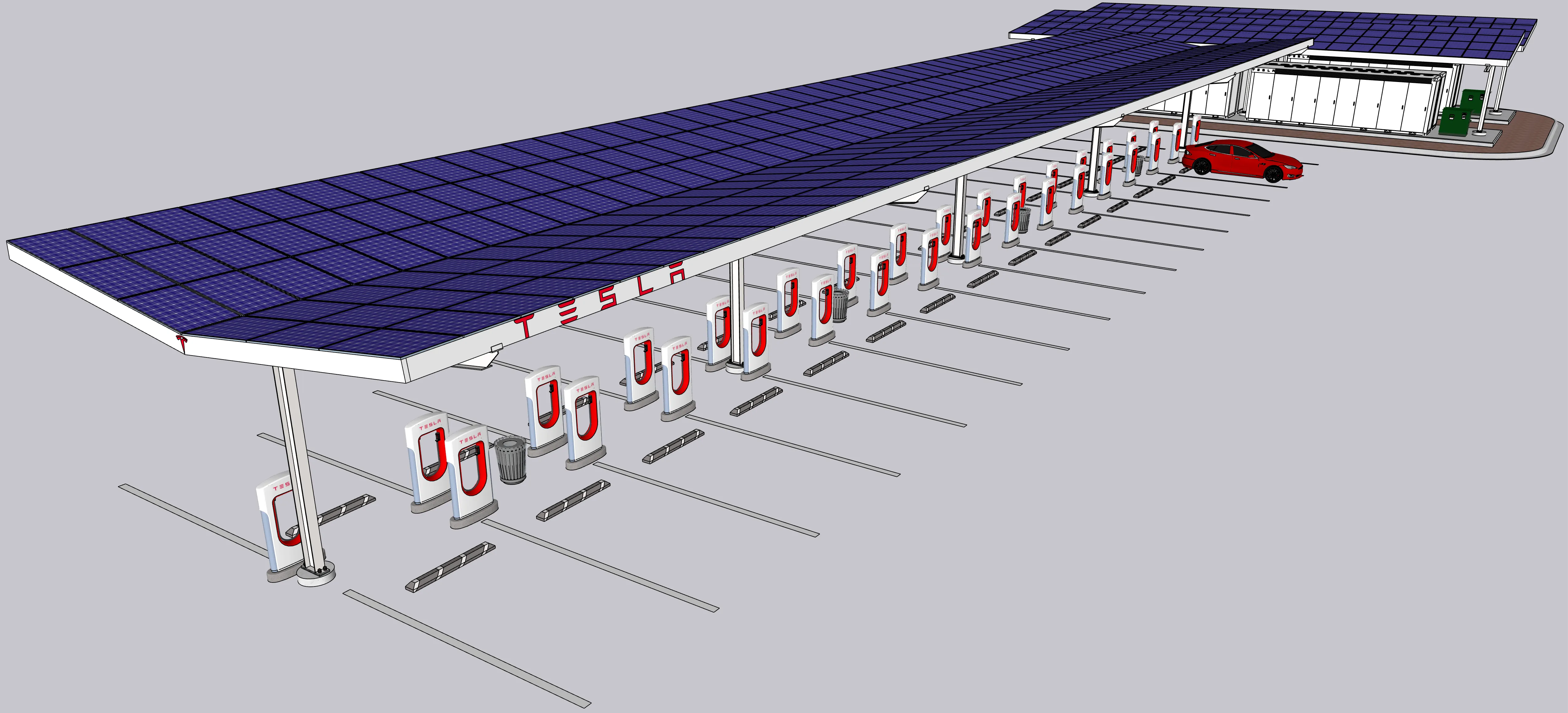
رسم ثلاثي الأبعاد لمحطة تسلا سوبر تشارجر مع أسطح شمسية و 8 ميغاباك المحددة لتقريب 32 ميجاواط في الساعة

## أنظر أيضاً
- الطاقة الشمسية المجتمعية
- مكب النفايات الشمسي